# El Socorro (khu tự quản)
El Socorro là một khu tự quản thuộc bang Guárico, Venezuela. Thủ phủ của khu tự quản El Socorro đóng tại El Socorro. Khự tự quản El Socorro có diện tích 2659 km2, dân số theo điều tra dân số ngày 21 tháng 10 năm 2001 là 14049 người.